# 大仙寺
大仙寺（だいせんじ）は岐阜県加茂郡八百津町八百津にある臨済宗妙心寺派の別格地寺院。山号は臨滹山（りんこざん）。

## 歴史
寛正元年（1460年）、木曽川の黒瀬湊の豪士古田彦右衛門信正の娘が仏門に入って如幻尼と称し、現在地より南の黒瀬に臨済宗南禅寺派の不二庵を開創し、古田彦右衛門や美濃守護代の美濃斎藤氏を檀越として栄えた。
大仙寺文書の中の不二庵の初見資料は、寛正2年（1461年）、古田彦右衛門信正からの寄進状である。
明応元年（1492年）、東陽英朝が不二庵に入った。
東陽英朝は、黒瀬に近い和知村 野上の出身で、幼くして天龍寺の玉岫英種に預けられ、師と伴に南禅寺に移り修行を積んだ。
玉岫英種の没後は、龍安寺の義天玄承に、義天が没した後は、雪江宗深のもとで印可を受けた。
雪江門下の四神足の一人となって、妙心寺の塔頭の聖沢院に居たため聖沢派の派祖となった。
その後、尾張犬山の瑞泉寺などを経て、明応10年（1501年）、再び不二庵に入った。
永正元年（1504年）6月、美濃守護の土岐政房から与えられた山林制札十個、証文ならびに斎藤利安の添証文が残っている。
明応9年(1510年)、聖澤派の派祖である東陽英朝が再度住職を勤めた際に、木曽川を中国の臨済寺の近くを流れている滹沱河に例えて、山号寺号を臨滹山 大仙寺に改めて開山した。
これより大仙寺は臨済宗妙心寺派に転じ、土岐政房は、大仙寺を土岐家の祈願所とした。
二世住持には、東陽英朝の法嗣である大雅耑匡が嗣いだ。
戦国時代末期になって土岐氏が衰退するにつれ寺勢が衰えた。
愚堂東寔は、和知城主の稲葉方通の招きで正伝寺に来住し、後に大仙寺に入って八世住持となり、稲葉方通から寺領51石と山林41町歩の寄進を受けた。
寛永7年(1630年)、大仙寺を善恵寺が所有していた土地の中に移転し、堂宇を新築することになった。
寛永11年(1634年)、堂宇が完成して愚堂東寔が中興を果たした。現在伽藍にある地蔵堂や方丈は愚堂東寔の時代のものである。
愚堂東寔は大仙寺に約四十年間在住し、その中で四度、妙心寺に瑞世し十五哲三首座の法嗣を派出した。
承応2年(1653年)、東陽英朝は、百五十回忌にあたり、後光明天皇から、大道真源禅師という諡号を賜った。
寛文2年（1662年）、愚堂東寔は、後西天皇から、大圓寶鑑國師という諡号を賜った。
それ以来多治見市の永保寺、関市の正眼寺とともに美濃三道場と呼ばれ、末寺十四ヶ寺、塔頭五ヶ院を有し妙心寺派の別格地として多数の高僧を輩出し、聖澤古道場の法灯を保っている。
愚堂東寔が住持の時に沢庵宗彭の勧めにより宮本武蔵が訪れたとされ、愚堂東寔を心の師と仰ぎ、参禅問法をされたことで、大仙寺の門前には、宮本武蔵が座禅したという石が残っている。
愚堂東寔は大仙寺に約40年間在住したが、その中で四度、本山の妙心寺に瑞世して、十五哲三首座の法嗣を派出し、至道無難・道鏡慧端・白隠慧鶴と現代に至る唯一の日本臨済禅の法脈の一つとなった。
創建以来、一度も兵火や災害に遭うこと無かったため、多数の什宝や古文書が今日に伝えられ現代に至っている。

## 境内
山門脇の左には庚申碑などが並ぶ端に、天保飢饉の最中の天保5年(1834年)に建てられた子供連の名号碑がある。
山門をくぐると、石畳の参道の左には三十三観音の石仏が連なり、右の幸福殿(稲荷)の白壁に沿って歩くと、白壁の塀を乗せた石垣に当たり右に曲がると、塀の端に宝蔵があり山門に出る。山門をくぐると左に大きな庫裡と本堂がある。本堂に並んで地蔵堂があり、本堂前の庭を囲む塀の西隅には鐘楼がある。
裏山一帯は墓地で八百津公園や小公園がある。墓地の中には稲葉方通の墓もある。

## 所有文化財
岐阜県指定、八百津町指定の文化財として以下のものを有する。

### 岐阜県指定有形文化財
- 釣手土器（縄文土器）
- 万里集九賛叭叭鳥
- 蒙山徳異紙本達磨図
- 絹本著色東陽英朝禅師像
- 絹本墨画蘭石図
- 愚堂東寔書跡
- 東陽英朝書跡

### 八百津町指定有形文化財
- 猿図
- 愚堂東寔賛墨画
- 愚堂東寔頂相
- 香炉（チャンパ焼）
- 愚堂東寔書跡（2点）
- 東陽英朝書跡